# 1483

## Esdeveniments
Països Catalans
- 5 de febrer - València: Comença la construcció de la Llotja de la Seda.[1]

Resta del món

## Naixements
Països Catalans
Resta del món
- 10 de novembre - Eisleben (Alemanya): Martí Luter, teòleg, frare catòlic de l'Orde de Sant Agustí i reformador religiós alemany (m. 1546).
- 6 d'abril - Urbino: Raffaello Sanzio, o simplement Rafael, pintor i arquitecte italià de l'alt renaixement (m. 1520).[2]

## Necrològiques
Països Catalans
Resta del món